# 코친차이나 원정
코친차이나 원정(Cochinchina Campaign, 1858년–1862년)은 프랑스와 스페인이 연합하여, 베트남과 벌인 전쟁이다. 징벌적 작전으로 시작했지만, 프랑스의 정복 전쟁으로 끝이 났다. 이 전쟁은 베트남을 거의 한 세기동안 식민 점령을 하게 된 프랑스령 코친차이나 식민지를 건설하게 했다.

## 배경
프랑스는 인도차이나에서의 제국주의 야망을 정당화시키기 위한 명분을 거의 가지고 있지 못했다. 19세기 초, 일부 프랑스 인들은 베트남 황제인 자롱제가 프랑스에 빚을 졌다고 믿었다. 1802년 프랑스가 부대를 파견해 떠이선의 난 때 도움을 주었기 때문이었다. 그러나 자롱제는 도움을 준 중국에 그랬던 것처럼 프랑스에 대한 부채 의식도 가지고 있지 않았다. 자롱제는 프랑스 정부가 내전에서 그를 원조하겠다는 협정을 존중하고 있지 않다고 생각했다. 그에게 도움을 준 것은 자발적인 개인과 모험가들이었지 정부 단위의 원조가 아니었기 때문이었다. 그리하여 프랑스에게 특혜를 주는 것에 대해 마뜩찮아 했다. 확실히 그와 후계자인 민망제는 프랑스를 찬밥 대우하고 있었다. 비록 베트남인들은 18세기 말 프랑스 기술자들이 지은 정교한 보방 요새를 이내 재현해 내면서, 더 이상 프랑스 기술자들의 원조는 필요없어졌지만, 여전히 프랑스의 대포와 소총을 구입하는데는 관심이 있었다. 그러나 이러한 제한된 접촉은 프랑스에겐 별 가치가 없었다. 자롱제도 민망제도 프랑스의 영향력 하에 들어갈 의도가 전혀 없었다.
그러나 프랑스로서는 그렇게 쉽게 관계를 청산할 준비가 되어 있지 않았다. 유럽 제국의 식민지 확장 시대에 너무나 빈번했지만, 종교적 탄압은 개입에 좋은 명분을 만들었다. 프랑스인 수도사들도 17세기 이후로 베트남에서 활동하고 있었고, 19세기 중반에는 안남과 통킹에서 거의 30만 명이 카톨릭으로 개종했다. 대부분의 주교와 사제들은 프랑스인이거나 스페인이거나 둘 중 하나였다. 대부분의 베트남 사람들은 이러한 규모가 있는 기독교 집단과 외국인 지도자를 싫어하고, 의심의 눈초리로 보았다. 반대로, 프랑스는 그들의 안전에 대해 책임감을 느끼기 시작했다. 기독교에 대한 탄압은 결국 프랑스에게 베트남에 대한 공격의 구실을 제공했고, 긴장감이 점점 고조되었다. 1840년대, 베트남에서 황제인 민망제나 티에우찌 황제에 의한 카톨릭 선교사의 박해는 산발적이고, 비공식적인 보복을 촉발시켰다. 1858년까지 인도차이나에서 프랑스 식민지 제국을 건설하기 위한 결정적인 조치는 취해지지 않았다.
1857년, 뜨득 황제는 두 명의 스페인 신부를 처형했다. 그런 사건이 처음도 아니었고, 마지막 조치도 아니었으며, 예전의 사례에서 프랑스는 그러한 자극을 지켜보기만 해왔었다. 그러나 이번에 뜨득 황제의 시도는 시의적절하지 못했다. 제2차 아편 전쟁과 동시에 일어났기 때문이었다. 프랑스와 영국은 청나라를 징벌하기 위해 극동 지역에 원정군을 파견했을 뿐만 아니라, 그 결과 프랑스가 안남에 개입할 수 있는 병력을 확보하게 되었다. 1857년 11월 프랑스의 나폴레옹 3세는 샤를 리고 드 주누이 제독에게 베트남에 대한 징벌적 원정을 명령했다. 1858년 9월 프랑스와 스페인 연합함대가 다낭에 상륙하여 마을을 점령했다.

## 다낭과 사이공

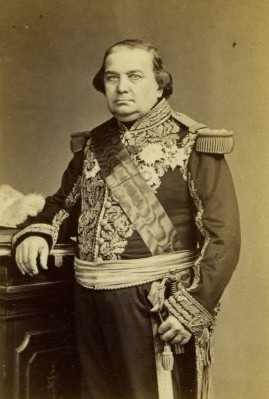
샤를 리고 드 주누이 제독(1807–73)

연합군은 손쉬운 승리를 기대했지만, 처음에는 계획대로 흘러가지 못했다. (선교사들이 장담한대로) 베트남의 기독교도들이 프랑스를 지원하여 봉기하지 않았고, 베트남의 저항은 예상했던 것보다 훨씬 더 견고했다. 게다가 프랑스와 스페인 동맹군은 응우옌 찌 프엉이 지휘하는 베트남 군대에 포위마저 당했다. 다낭 포위전은 거의 3년을 끌었고, 교전은 거의 없었지만, 연합군 측은 질병으로 많은 사상자를 냈다. 투론 요새는 종종 증원되었고, 가끔은 베트남 요새를 기습했지만, 포위를 분쇄하지는 못했다. 1858년 10월, 투론 함락 직후, 리고 드 주누이 제독은 베트남 모처를 공격하면서 주사위를 던졌다. 그들이 점령한 투론 요새가 쓸모가 별로 없다는 것을 깨달은 그는 통킹이나 코친차이나에 대한 작전 가능성에 무게를 두었다. 성공 확률을 높이기 위해 기독교인들의 대규모 봉기가 필요한 통킹 원정은 위험의 클 것이라고 생각하고 거부했다. 1859년 1월, 해군 장관에게 베트남 군의 식량 보급처로 전략적 중요성을 가지고 있는 코친차이나의 사이공에 대한 원정을 제안했다. 원정이 승인되었고, 2월 초, 리고 드 주누이는 소규모 프랑스 수비대와 2문의 함포를 싣고, 다낭을 떠나 남쪽 사이공으로 뱃머리를 돌렸다. 1859년 2월 17일, 강을 거슬러 방어망을 뚫고, 요새와 방책들을 파괴한 후, 프랑스와 스페인군은 사이공을 점령했다. 프랑스 해병대는 사이공의 거대한 요새를 습격했다. 스페인 군대의 필리핀인 부대는 베트남의 반격을 저지했다. 연합군은 성을 점령하고 있을만큼 강하지 못했고, 1859년 3월 8일에 성을 폭파하고, 식량고에 불을 질렀다. 4월, 리고 드 주누이는 심하게 압박받는 투론의 요새를 보강하기 위해 그의 군대와 함께 투론으로 돌아왔다. 그는 사이공에 약 1,000명의 프랑스-스페인 병력을 남겨두고, 미래에 프랑스 해군장관이 되는 베르나르 주헤기베리에게 지휘를 맡겼다.

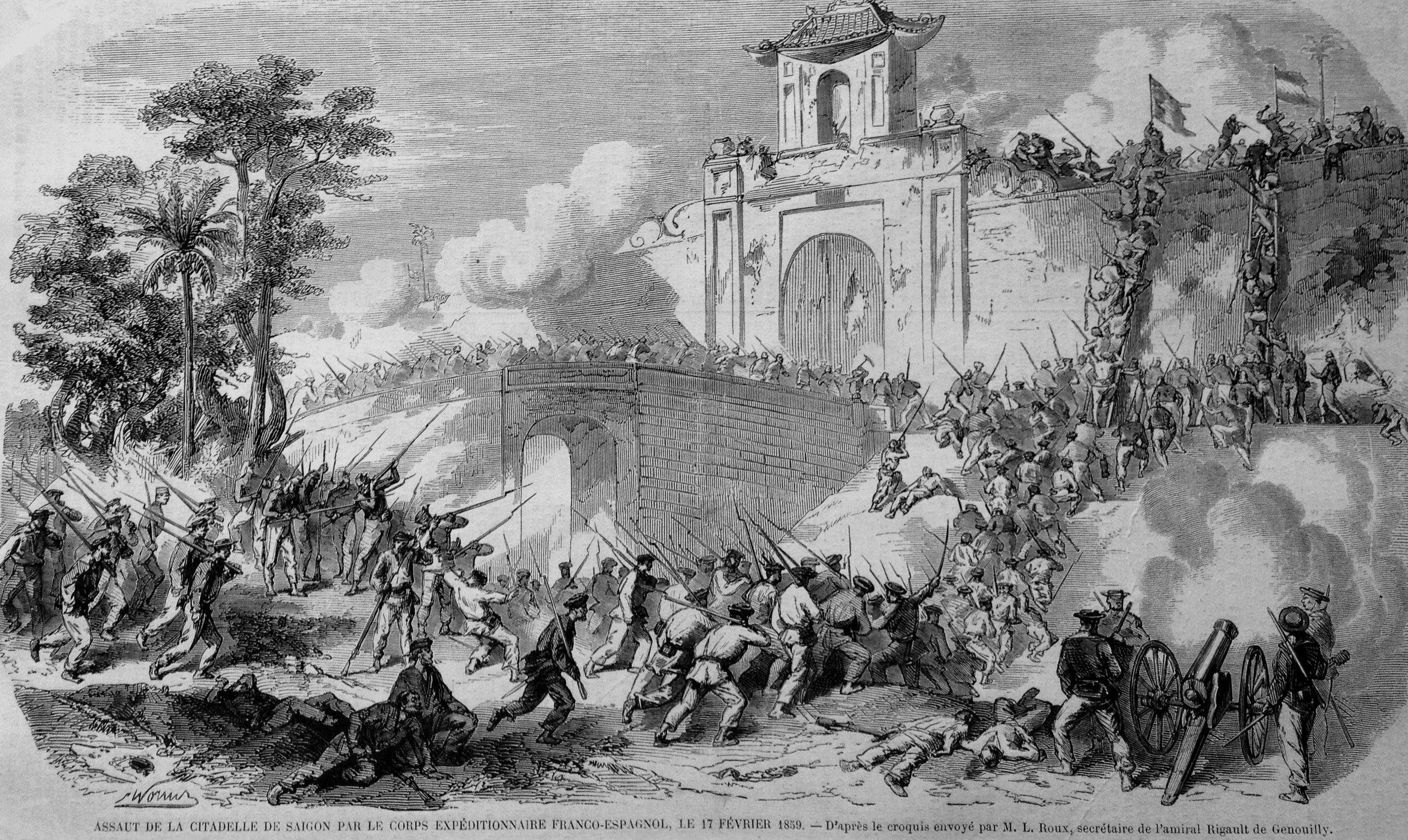
프랑스의 사이공 함락, 1859년 2월 17일

사이공 함락은 초기의 투론 함락처럼 프랑스와 스페인에게 실속없는 승리라는 것이 입증되었다. 1859년 4월 21일 사이공 서쪽의 베트남 요새에서 기습 공격으로 상당한 피해를 입은 베르나르의 소규모 군대는 이후에 방어에만 급급했다. 한편 프랑스 정부는 이탈리아에서 다수의 프랑스 군대의 발을 묶은 오스트리아 - 사르디니아 전쟁(제2차 이탈리아 독립전쟁)의 발발로 극동의 야심에서 멀어졌다. 1859년 11월, 리고 드 주누이는 프랑스와 파즈 제독으로 교체되었다. 파즈 제독은 베트남에서 영토 획득이 아니라 종교를 보호하라는 조약을 맺으라고 지시를 받았다. 파즈는 11월 초에 협상을 시작했지만, 결과를 얻지 못했다. 프랑스가 이탈리아에 관심이 쏠린 것을 알게 된 베트남인들은 이 같은 온건한 조건을 거부하고, 협상을 끌었다. 프랑스-스페인 연합군이 손실을 줄이기 위해 원정을 포기하기를 기대했던 것이다. 1859년 11월 18일에 투론에서 끼엔짠 요새를 포격하고 함락시켰다. 그러나 연합군의 이 전술적 승리만으로는 베트남의 협상 자세를 변화시키지 못했다. 전쟁은 1860년까지 지속되었다.
1859년 후반과 1860년 내내, 투론과 사이공 요새를 견고하게 보강하지 못했다. 비록 오스트리아 - 사르디니아 전쟁은 이내 끝이 났지만, 1860년 초 프랑스는 또 다시 중국과 전쟁을 수행해야 했고, 파즈 제독은 레오나르 샤르네르 제독의 중국 원정을 지원하기 위해 대부분의 병력을 돌릴 수밖에 없었다. 1860년 4월, 파즈는 코친차이나를 떠나 광저우에서 샤르네르에 합류하게 되었다. 그러는 동안 1860년 3월 약 4,000명의 베트남 군대가 사이공을 포위하기 시작했다. 사이공 방어는 다리에스 선장에게 맡겨졌다. 1860년 3월부터 1861년 2월까지 사이공에 있는 1,000명에 불과한 프랑스 - 스페인 군대는 압도적인 숫자에 의해 포위를 당해야 했다. 그들은 사이공과 투론을 둘 다 유지할 수 없다는 것을 깨닫고, 1860년 3월 불명예스런 결과로 끝난 투론 공성전의 역사를 남기고 투론 요새를 떠났다.

## 끼호아와 미토
프랑스는 투론에서 철수했지만, 1860년까지 사이공을 성공적으로 점령했다. 그러나 그들은 베트남의 사이공 포위 공격을 깰 만큼 강하지 못했다. 프랑스는 다낭에서 철수했지만, 1860년 동안 사이공을 성공적으로 점령했다. 그러나 그들은 사이공을 포위한 베트남의 공격을 해결할 만큼의 전력을 갖추지는 못했다. 군사적 교착 상태는 청불전쟁이 끝나자 1861년 초에 깨졌다. 샤르네르와 파즈 제독은 이제 코친차이나로 돌아와 사이공 주변의 작전을 재개했다. 샤르네르의 지휘 하에 있는 70척의 배가 바스와뉴 장군이 지휘하는 3,500명의 군인을 싣고 중국 북부에서 사이공으로 이동했다. 청불 전쟁(1884년 8월 - 1885년 4월) 직전 프랑스 극동 전대가 창설되기 전까지 샤르네르의 전대가 베트남 해역에서 가장 강력했다. 그의 전대에는 샤르네르와 파즈 제독의 기함인 프랑스 해군 증기 프리깃 앙페라트리스 유지니(Impératrice Eugénie)와 레노미(Renommée)를 포함하고 있었고, 코르벳함인 프리모기(Primauguet), 라플라스(Laplace)와 뒤쉘라(Du Chayla), 11척의 스크류 구동 디스패치 선, 5척의 일급 포함, 17척의 수송, 병원선이 있었다. 전대에는 마카오에서 구입한 여섯 첫의 무장 로르차(화물선)가 동행했다. 이런 강력한 전력 보강으로 동맹국들은 마침내 우세를 점하기 시작했다. 1861년 2월 24일과 25일 사이공의 프랑스와 스페인 동맹군은 베트남 군대의 포위망을 성공적으로 공략하여 응우옌 찌 프엉의 포위군을 끼호아 전투에서 패배시켰다. 베트남인들은 그들의 위치를 방어하기 위해 격렬하게 싸웠고, 동맹국의 사상자도 상당했다.
끼호아의 승리로 인해 프랑스와 스페인은 공세로 돌아섰다. 1861년 4월, 미토는 프랑스에게 함락당했다. 소규모 포함 선단의 지원을 받은 공격대는 레 쿠리오 드 뀔리오 군함 대위의 지휘 하에 바오딘하 수로를 따라 북쪽에서 미토로 진군했으며, 4월 1일에서 11일 사이에 수로를 따라 미토 인근의 여러 베트남 요새를 파괴하고 전투를 벌였다. 레 쿠리오 드 뀔리오는 4월 12일에 마을에 공격 명령을 내렸지만 공격은 필요가 없었다. 샤르네르 제독은 미토를 바다에서 공격하기 위해 메콩 강을 거슬러 올라가도록 파즈 제독을 파견했다. 파즈 제독이 지휘하는 한 무리의 군함이 같은 날에 마을에 나타났다. 1861년 4월 12일, 미토는 한 번의 포격도 없이 프랑스에 점령되었다. 1861년 3월, 미토의 함락 직전, 프랑스는 다시 뜨득에게 조건을 제시했다. 이번에는 1859년 11월에 파즈가 제공한 것보다 훨씬 가혹한 조항이었다. 프랑스는 베트남에서의 기독교 자유로운 포교와 사이공의 할양, 4백만 냥(piastres)의 면제, 베트남 내에서의 상업과 이동의 자유 그리고 설립 프랑스 영사관 설립을 요구했다. 뜨득은 종교의 자유로운 포교에 대해서만 양보할 준비가 되어 있었고, 다른 조건은 거부했다. 전쟁은 계속되었고, 미토의 함락 이후 프랑스는 영토에 미토와 사이공을 포함하는 주장을 제기했다. 프랑스와 스페인 군대에 전투로 맞설 수 없었던 없었던 뜨득은 게릴라전을 호소하면서 침략자에 대한 저항을 조직화하기 위해 정복당한 베트남 지방에 대리인을 파견했다. 그러자 샤르네르는 5월 19일 사이공과 미토 지역을 포위 공격의 대상으로 선언함으로써 대응했다. 프랑스 분견대는 코친차이나 시골을 휩쓸면서 의심스런 반란군을 잔혹하게 다루면서 대중들의 저항을 부채질했다. 샤르네르는 평화로운 마을 사람들에게 폭력을 행사하지 말라고 명령했지만, 이 명령이 항상 지켜지는 것은 아니었다. 베트남 게릴라는 프랑스군에게 종종 심각한 위협이 되었다. 1861년 6월 22일, 고꽁의 프랑스 초소가 600명의 베트남 저항군에 의해 공격당했다.

## 꾸이년
꾸이년 포격은 꾸이년을 방어하고 있는 베트남 방어진에서 대포 공격을 받은 미국 해군 전함에 의한 반격이었다. 제임스 F. 쉥크(James F. Schenck)가 지휘하는 미국 군은 실종된 미국 시민을 찾기 위해 코친차이나에 갔으나 도착하자마자 대포 공격을 받았다. 이 공격에 대응하여 미군 전함은 요새가 평정될 때까지 요새에 포격을 가했다. 이 사건은 프랑스와 스페인이 베트남을 정복하는 동안 발생했다.
제임스 쉥크 사령관이 북군 해상 봉쇄에 합류하기 직전인 1861년 6월 그는 동인도 전단에 근무하고 있었다. 극동에서의 그의 마지막 임무는 외륜선 슬루프 USS 새기노와 꾸이년으로 가는 것이었다. 미국 상선인 머틀호의 선원들로부터 실종 신고를 받고, 프레드릭 K. 잉글(Frederick K. Engle) 사령관이 쉥크에게 그 지역을 수색하도록 명령했다. 새기노는 50 파운드 포(23kg), 32 파운드 포 (15kg) 1문, 24 파운드 포 2문으로 무장하고 있었다. 새기노에는 50명의 장교와 징집병들이 있었다. 쉥크 사령관은 30일 꾸이년에 도착하여 다음날 오전 1시에 항구에 들어갈 준비를 했다. 그는 베트남인에게 실종된 선원을 보았는지 묻고자 했다. 새기노가 7월 31일 퀴논의 항구에 입항하자, 몇 문의 대포가 거치된 북쪽의 인근 요새에서 약 550m 거리(600야드)에서 포격을 했다. 새기노 호의 해병은 배 옆으로 첫 포탄이 떨어질 때 닻을 내리고 있었다. 놀란 미국 측은 먼저 우호적인 의도를 보여주기 위해 흰색 깃발을 던졌지만, 두 번째, 세 번째 포격이 계속되었다. 증기를 일으키려고 시도하면서, 새기노 호는 배를 돌려 900 야드까지 천천히 물러났다. 그 사이 해병들은 위치를 잡고, 공격 준비를 마쳤다. 미군 포병이 32 파운드 포 1문을 시작으로 반격을 가했으며 약 20분 만에 베트남 포대는 침묵했다. 2차 폭발이 관찰되었고, 요새의 화약고이거나, 포 중 하나가 폭파되어 포수들을 살상한 것으로 보였다. 그 폭발 이후 요새에서 날아오는 포탄을 더 이상 없었다. 그러나 새기노 호의 포병들은 요새가 폐허가 될 때까지 반 시간 동안을 더 계속 포격했다. 미군은 피해나 사상자를 없었고, 작전을 펼친 이후, 원주민들과 의사소통이 제대로 이루어지지 않아 새기노는 홍콩으로 돌아갔다.
새기노의 해병들은 실종된 미국 선원을 끝내 찾지 못했지만 명백한 승리로 끝난 비길 데 없는 포격전에 관여했다. 쉥크 사령관은 미국 남북 전쟁동안 포트 피셔 전투에서 뚜렷한 공을 세웠다.

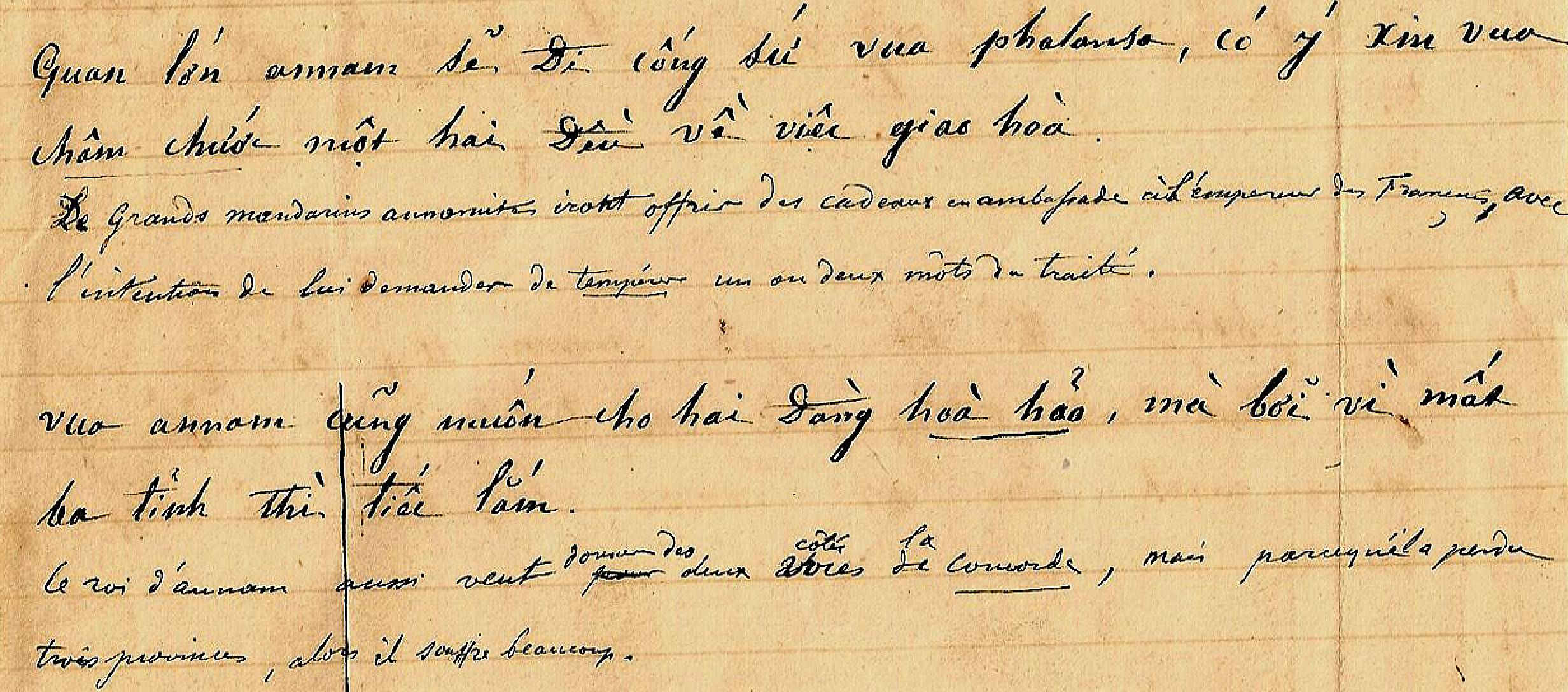
De grands mandarins annamites iront offrir des cadeaux en ambassade à l'Empereur des Français, avec l'intention de lui demander de tempérer un ou deux mots du traité. Le roi d'Annam aussi veut donner des deux côtés la concorde, mais parce qu'il a perdu trois provinces, alors il souffre beaucoup. Si l'empereur des Français ne veut pas adoucir un ou deux mots du traité de paix, alors le roi d'Annam ne sera pas content.
En mer, à bord de l'Européen, Juillet 1863.

## 비엔호아와 빈롱
미토 점령은 샤르네르의 마지막 군사적 성공이었다. 그는 1861년 여름에 프랑스로 돌아왔고, 1861년 11월 말 사이공에 도착한 루이 아돌프 보나르(1805-67) 제독에 의해 코친차이나 원정대로 교체되었다. 보나르는 사이공에 도착한 지 2주 만에, 프랑스 화물선 에스페란스 호와 매복에 걸린 승무원들에 대한 보복 공격으로 동나이 성을 침공하는 주요 작전을 실행했다. 성도인 비엔호아는 1861년 12월 16일에 프랑스에 의해 점령되었다. 프랑스는 미토 근처에서 프랑스 부대가 베트남인들에게 당한 게릴라 공격에 대한 응징으로 보나르 제독이 단행한 단기의 작전을 통해 1862년 3월 22일 빈롱을 함락시켜 비엔호아에서 승리를 뒷받침했다. 1862년 3월 10일 사건에서 가장 심각한 것은 보병 중대와 함께 승선해서 미토를 떠난 프랑스 포함이 갑작스럽게 폭파했다는 것이었다. 다수(52명의 병사가 사상)의 사상자가 나왔기 때문에, 프랑스는 빈롱 성 성주가 사주한 저항 세력에 의해 포함이 파괴되었다고 확신했다. 10일 후, 보나르는 7척의 디스패치함과 포함 그리고 1,000명에 달하는 프랑스-스페인 상륙군을 데리고 빈롱성으로 배를 몰았다. 3월 22일 오후와 저녁에, 프랑스-스페인 동맹군은 빈롱성 앞에 배치한 베트남 포대를 공격하여 점령했다. 3월 23일 그들은 빈롱성 성채 내부로 입성했다. 수성을 하던 관군들은 미토에서 서쪽으로 20km 떨어진 미꾸이의 요새화 된 토루로 후퇴했다. 두 연합군은 그들을 추격하여 미꾸이에서 몰아냈으며, 3분의 1은 북쪽으로 퇴각했다. 빈롱과 미꾸이에서 적지 않은 베트남인 사상자가 났다.

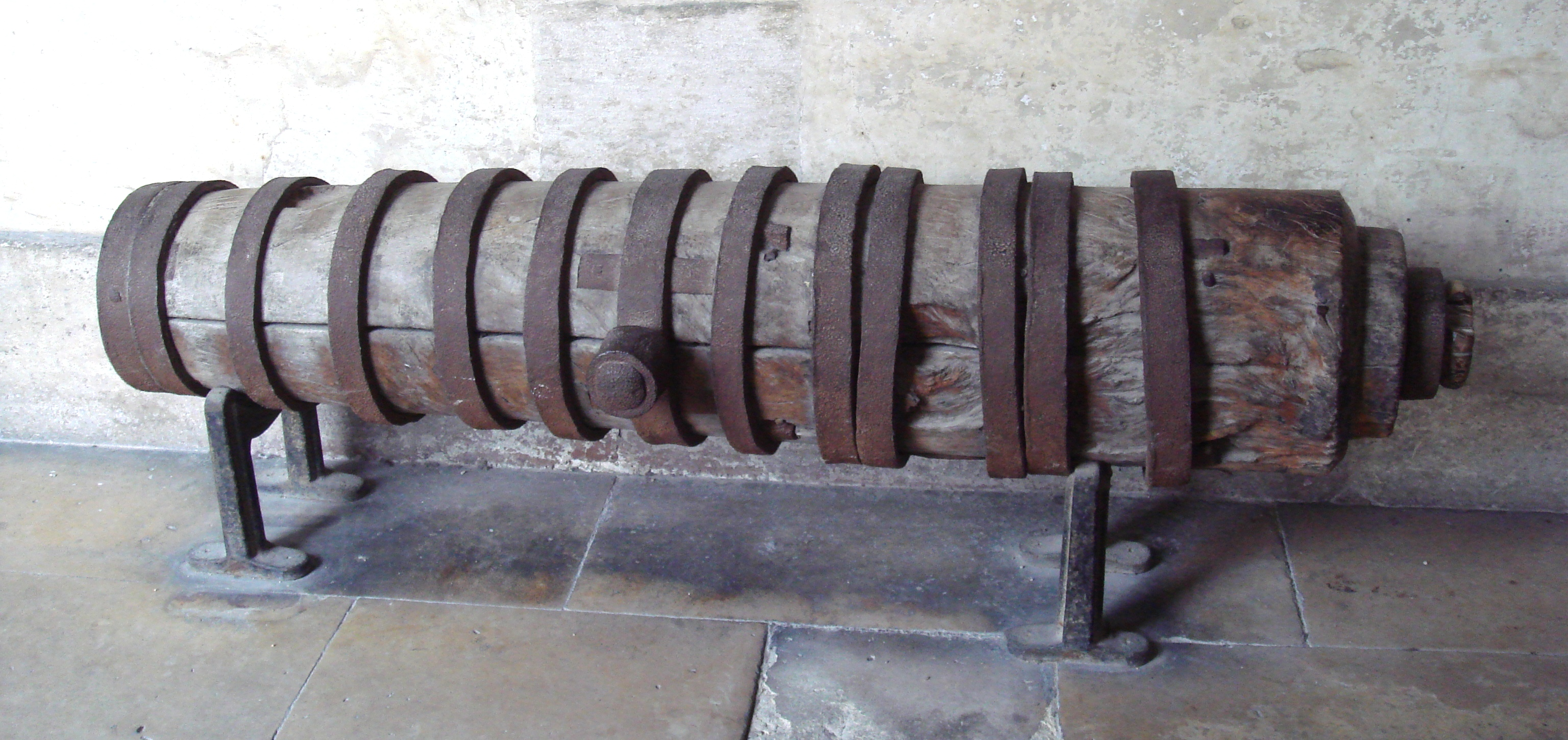
빈롱성 점령으로 프랑스에 포획된 베트남 목제 대포, 23 March 1862년 3월 23일. 프랑스 군사 박물관, 파리

미토와 비엔호아에서 손실을 입은 이후에 닥쳐온 빈롱 함락은 후에의 조정을 침울하게 했다. 1862년 4월, 뜨득 황제는 평화 조약을 기꺼이 맺을 수 있음을 통지하였다. 1862년 5월 후에에서 사전 조율에 따라 프랑스 코르벳 포르방(Forbin)은 평화를 약속한 베트남 전권대사를 맞이하기 위해 투란을 항해 배를 몰았다. 전권대사는 사흘 동안 대사직을 수행했다. 후속 조치는 프랑스의 인도차이나의 정복을 연구한 역사학자인 토마지 대령이 묘사했다.

3일째에는 구형 노를 젓는 코르벳인 에길 데 메르(Aigle des Mers)가 투란 강을 떠나는 것을 천천히 보았다. 배의 축늘어진 용골은 우리 선원의 웃음을 부추기는 황폐한 상태에 있었다. 그 배는 몇 년동안 바다에 가지 않았음이 분명했다. 배 위의 대포는 녹슬었고, 해병은 누더기였으며, 배는 40개의 노개 달린 정크선으로 견인되고 있었고, 많은 바지선의 호위를 받았다. 그 배는 뜨득의 전권대사를 실었다. 포르방(Forbin)은 그 배를 끌어 사이공으로 갔다. 그곳에서 협상이 활발하게 끝났다. 6월 5일 사이공 앞에 계류된 뒤페레(Duperré) 호 위에서 조약이 체결되었다.

## 사이공 조약
당시 프랑스도 유쾌한 분위기는 아니었다. 소규모 징벌이라고 생각하고 시작했던 원정은 장기적이고, 씁쓸하고, 값비싼 전쟁이 되어버렸다. 이런 상황에서 프랑스가 빈손으로 빠져나온다는 것은 상상조차 할 수 없었다. 뜨득 황제의 전권대사인 판타인잔은 1862년 6월 5일에 보나르 제독과 스페인 대표인 팔란카 이 구티에레즈(Palanca y Gutierrez) 대령과 조약을 맺었다. 이렇게 맺어진 사이공 조약에는 다음의 내용들이 포함되어 있었다.
- 영토 내에서 카톨릭의 자유로운 포교 활동을 허용할 것
- 메콩강을 따라 프랑스의 자유로운 상행과 여행을 허용할 것
- 다낭, 꽝옌, 바락(홍강 어귀)에 있는 항구를 무역항으로 개항할 것
- 10년에 걸쳐 프랑스와 스페인에게 1백만 달러의 배상금을 지불할 것

또한 프랑스는 남부 세 개의 성을 프랑스 해군의 통제 하에 두었다. 그리하여 우연히 코친차이나의 프랑스령 식민지가 사이공을 수도로 탄생하게 된 것이다.

## 영향
1864년에 프랑스에 할양된 남부 3개 성은 공식적으로 코친차이나의 프랑스 식민지가 되었다. 3년 내에 프랑스의 새 식민지는 두 배로 커졌다. 1867년 피에르 드 라 그랑디에르(Pierre de la Grandière) 제독은 베트남에게 쩌우독, 하띠엔, 빈롱을 추가로 프랑스에 할양하도록 했다. 뜨득 황제는 처음에는 이 협약의 타당성을 받아들이지 못했다. 폴 루이 펠릭스 플라스트르(Paul-Louis-Félix Philastre)가 협상한 1874년 사이공 조약은 코친차이나 6개 성에 대한 프랑스 통치권을 인정했다. 통킹에서 프란시스 가르니에가 군대를 동원하여 위력 시위를 했기 때문이다. 코친차이나 전역에서 적지 않은 역할을 한 스페인은 배상금 일부를 받았지만 베트남에서는 영토를 획득하지는 못했다. 대신, 프랑스는 스페인에게 통킹에 있는 프랑스에게 영향력을 확대하는 것이 더 낫다는 권고를 받았기 때문이다. 그러나 이 제안의 구체적인 내용은 어떤 것도 나오지 않았고, 통킹은 결국 1883년 프랑스 지배하에 들어가서 프랑스 보호령이 되었다. 평화협정을 체결하겠다는 뜨득의 결정에 가장 영향을 준 요인은 옛 레 왕조의 후손이라고 주장하는 가톨릭 귀족 레바오프엉이 이끄는 무리가 일으킨 심각한 봉기로 그의 권위가 위협받는다는 것이었다. 비록 프랑스와 스페인이 반 뜨득 동맹을 맺자는 레의 제안을 거부하긴 했지만, 통킹의 반정부 세력은 베트남 정부군에 대해 여러 차례 승리를 거두었다. 프랑스와 스페인과의 전쟁이 끝남에 따라 뜨득은 통킹의 저항 세력을 압도하고 정부의 통제력을 회복할 수 있었다. 레바오프엉은 결국 체포되어 고문을 당하고 처형당했다.

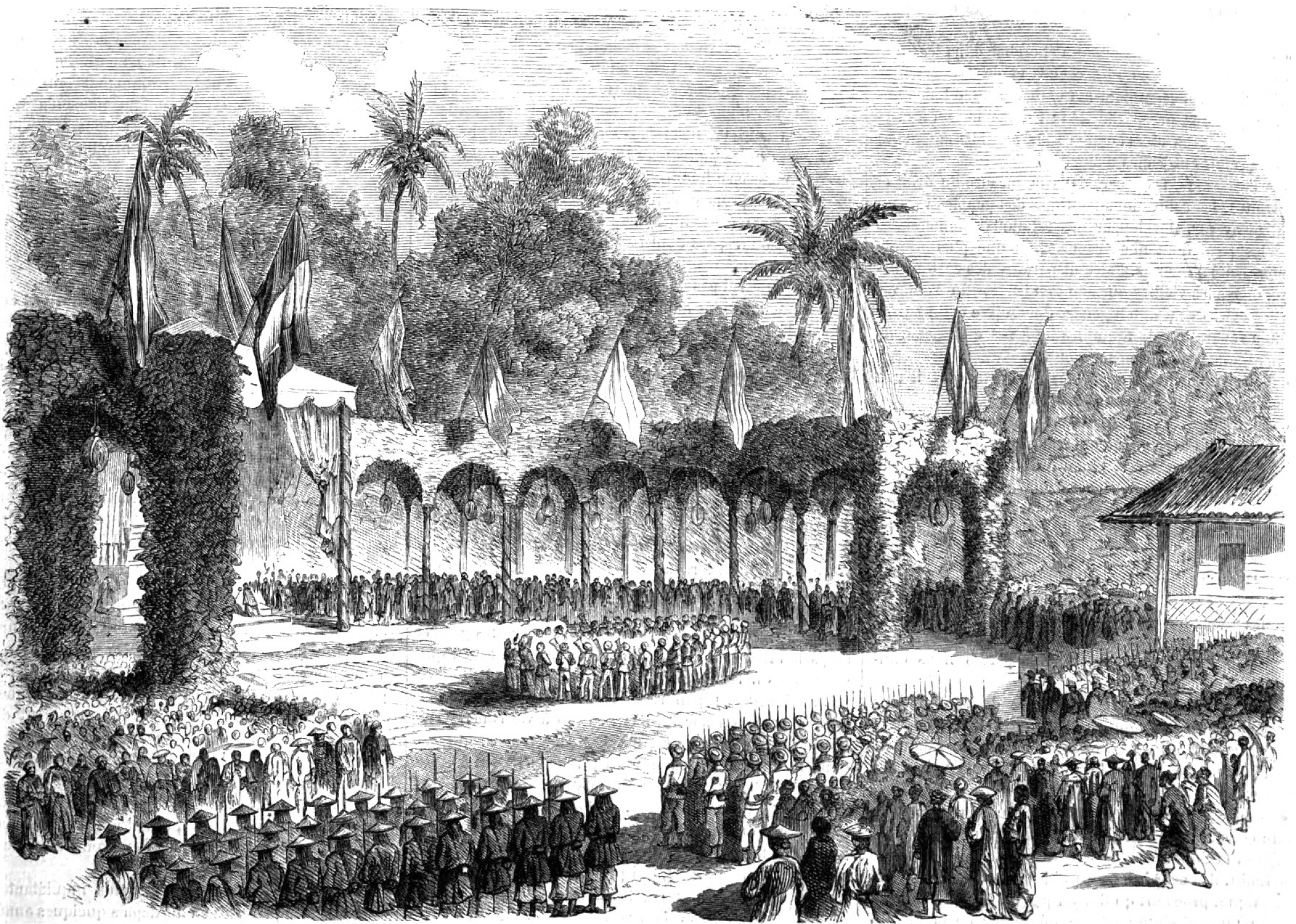
1863년 1월 17일 사이공에서 스페인의 이사벨라 2세 여왕의 축일을 축하합니다.

## 같이 보기
- 병인양요

## 참고 문헌
- Brecher, M., A Study of Crisis (미시간 대학교, 1997)
- McAleavy, H., Black Flags in Vietnam: The Story of a Chinese Intervention (뉴욕, 1968)
- Taboulet, G., La geste française en Indochine (파리, 1956)
- Thomazi, A., La conquête de l'Indochine (파리, 1934)
- Thomazi, A., Histoire militaire de l'Indochine français (하노이, 1931)
- Bernard, H., Amiral Henri Rieunier, ministre de la marine - La vie extraordinaire d'un grand marin, 1833-1918 (Biarritz, 2005)